# Quận Northumberland, Virginia
Quận Northumberland (tiếng Anh: Northumberland County) là một quận nằm trên cổ phía Bắc Thịnh vượng chung Virginia, một bang của Hoa Kỳ. Năm 2000, dân số quận là 12.259 người. quận lỵ của nó là Heathsville [1]. Quận này nằm trên bán đảo Bắc Cổ và là một phần của vùng sản xuất rượu rượu vang Northern Neck George Washington Birthplace AVA.
Quận này được tạo ra bởi Đại hội đồng Virginia năm 1648 trong một giai đoạn tăng trưởng dân số nhanh chóng và sự mở rộng địa lý. Khu định cư ban đầu trong khu vực này của Northern Neck vào khoảng 1.635. Được biết đến với tên quận Anh-điêng Chickacoan, sự xuất hiện đầu tiên của tên gọi Northumberland trong các hồ sơ thuộc địa là vào năm 1644.